# 单倍群R1a

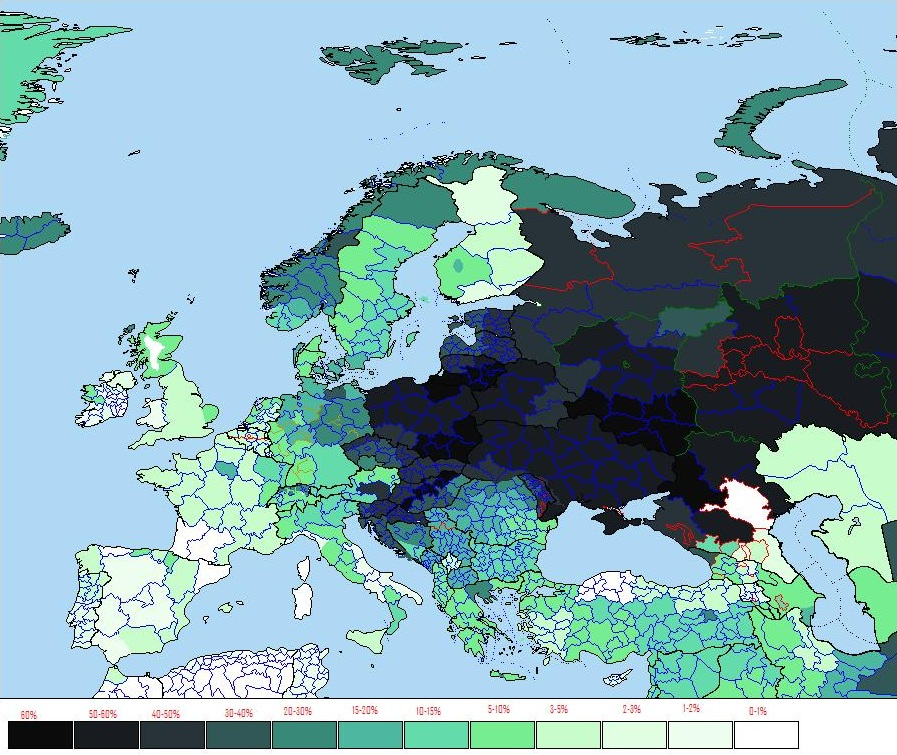
单倍群R1a的亞歐大陸分佈情況

单倍群R-M420 ，ISOGG名稱為单倍群R1a，是一種人类Y染色体DNA单倍型类群，與單倍群R1b共同源與單倍群R1，歐亞大陸主要分佈，北起斯堪的纳维亚，南至中欧，東至中亚、西伯利亚南部和南亚。  有一项基因研究表明R1a起源于25,000年前。